# 佛得角国徽
佛得角國徽启用于1992年9月22日，并于1999年11月23日作小幅修改。
国徽以圆形为主，上方图案为鉛錘，象徵正義。国徽中間為一象徵平等的等邊三角形，繪有象徵自由的火炬图形。三角形外書有意为“佛得角共和国”的葡萄牙文國名。国徽下方的三條線象徵大西洋，外有10顆黄色五角星，寓意組成佛得角群岛的十個島嶼。底部则為象徵民族獨立鬥爭中取得的勝利和乾旱期間作為人民精神支柱的信念的棕櫚枝條，以及象徵友情和互相支持的鏈環。
1992年版佛得角国徽中的等边三角形为红色，火炬图案为黄色；而1999年版国徽修正等边三角形为蓝色，火炬图案改为白色。

## 旧国徽
1975至1992年的佛得角国徽图案设计参考了几内亚比绍国徽。

1975年7月5日至1976年9月12日的佛得角国徽
1976年9月12日至1992年9月22日的佛得角国徽
1992年9月22日至1999年11月23日的佛得角国徽